# Asea
Asea o Asia (en griego, Ἀσέα) es el nombre de una comunidad local y de un  pueblo de Grecia que pertenece al municipio de Trípoli, en la unidad periférica de Arcadia. En el año 2011, la población de la comunidad local era de 132 habitantes mientras el pueblo contaba con 85.

## Arqueología
El valle donde se ubicaba Asea fue habitado desde el paleolítico y durante la mayor parte del Neolítico y de la Edad del Bronce existieron pequeños asentamientos en el área, de los que el más destacado se hallaba en una colina llamada Paleokastro. En esa misma colina y en torno a ella se desarrolló la posterior Asea. Entre los restos destacan los muros, datados en la época clásica y helenística. Las investigaciones arqueológicas en esta área han sido realizadas por el Instituto Sueco de Atenas a partir de 1994.

## Historia

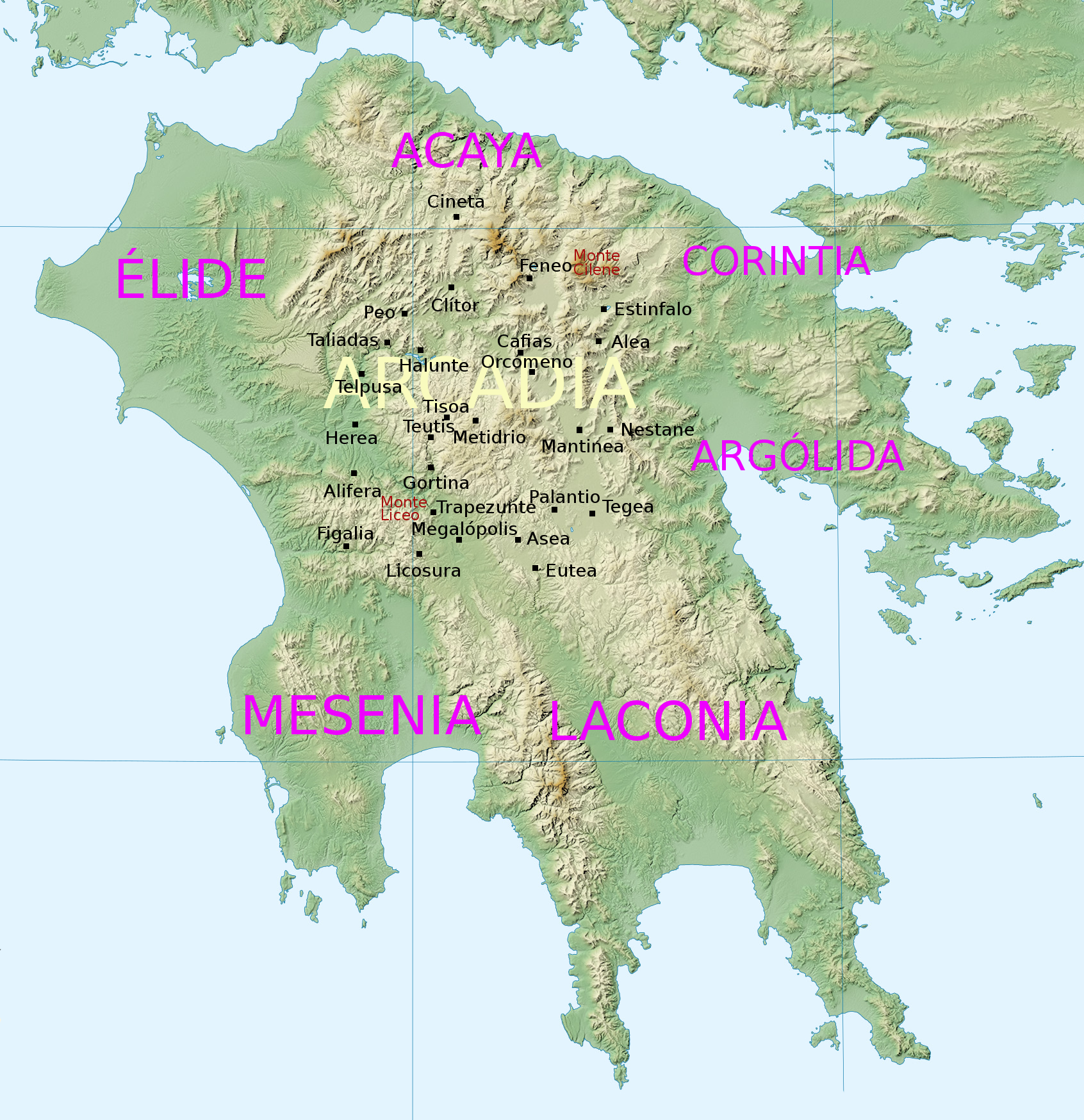
Mapa del Peloponeso con la situación de algunas de las principales ciudades de la antigua Arcadia. Asea se ubica en la zona meridional.

Su nombre se debe a que en la Antigüedad se asentaba en una colina cercana una ciudad que tenía el nombre de Asea.
Según la mitología griega, su fundador epónimo fue Aseatas.
Estrabón la menciona como la ciudad en cuyo territorio se encontraban tanto la fuente del río Alfeo como la del río Eurotas, cercanas la una de la otra.
Pausanias dice que fue una de las poblaciones pertenecientes al territorio de Ménalo que se unieron para poblar Megalópolis. En su época se encontraba en ruinas, entre las que se encontraban sus murallas. Sitúa a cinco estadios la fuente del Alfeo y próxima a ella la del Eurotas. Próximo a Asea estaba el monte Boreo, donde había restos de un santuario dedicado a Atenea Soteira y a Poseidón que, según la tradición, había sido erigido por Odiseo después de su regreso de Troya.